# صلاح الدین داوود
صلاح الدین داوود‌ ، زادهٔ ۱۲ ژوئیه ۱۹۹۶ در ولایت تخار پسر جنرال داوود جنرال داوود داوود ، او دگروال/سمونوال جوان‌ترین افسر بلندرتبه در وزارت امور داخله است که پیش از این در بخش‌های ولایتی و در بخش مرکزی از جمله (معینیت تامیناتی، ریاست عمومی لوژستیک، ریاست اوپراسیون، مخابره) نیز کار کرده است.
1. ↑  صلاح الدین داوود.  http://www.facebook.com/sallahudindaud. پارامتر |عنوان= یا |title= ناموجود یا خالی (کمک)
2. ↑  [وزارت امور داخله «ریاست عمومی پلان و اوپراسیون»] مقدار |پیوند= را بررسی کنید (کمک). ریاست عمومی ارتباطات استراتیژیک. ۱۴۰۰/۰۲/۲۳. doi:MOI.GOV.AF مقدار |doi= را بررسی کنید (کمک). تاریخ وارد شده در |تاریخ= را بررسی کنید (کمک)